# Tanzanisk shilling
Tanzanisk shilling (swahili: Shilingi tanzania, TSh) är den valuta som används i Tanzania i Östafrika. Valutakoden är TZS. 1 shilling delas i 100 senti.
Valutan infördes 1966 och ersatte den östafrikanska shillingen. 

## Användning
Valutan ges ut av Bank of Tanzania som grundades 1965, ombildades 1995 och har huvudkontoret i Dar es-Salaam.

## Valörer
- shillingmynt: 1, 5, 10, 20, 50, 100 och 200 shilling
- sentimynt: 5, 10, 20 och 50 senti
- sedlar: 500, 1000, 2000, 5000 och 10 000 shilling